# Данен, Дирк
Дирк Данен (нидерл. Dirk Danen, родился 21 апреля 1989 года) — нидерландский регбист, форвард третьей линии.

## Игровая карьера
Отец Дирка был регбистом. Сам Дирк начинал свою карьеру в клубе «Розендал Коммандо Комбинатие» (нидерл. Roosendaal Commando Combinatie), после чего перешёл в нидерландскую команду «Хилверсюм», неоднократно становившуюся чемпионом Нидерландов. Играл позже в Шотландии и Германии, в том числе за немецкий «Нойенхайм» из Гейдельберга, вернувшись в «Хилверсюм» в 2015 году. По состоянию на 2022 год Данен числился в составе «Хилверсюма», но в сезоне 2021/2022 он в составе специально образованного нидерландского клуба «Дельта» выступил в Суперкубке Европы.
Данен выступал за сборную Нидерландов с 2010 года, а с 2016 года был её капитаном. В 2021 году он сыграл со сборной впервые на чемпионате Европы в высшем дивизионе, хотя решающую игру с Бельгией за выход в высший дивизион пропустил из-за травмы голени. 14 февраля 2022 года Данен провёл свой 48-й матч за сборную Нидерландов против Грузии (поражение 10:72), после которого объявил о завершении карьеры за сборную.
Вне регби он занимается социальным проектом De Harde Leerschool, обучая игре в регби людей, у которых есть серьёзные проблемы с адаптацией в обществе (бездомные, судимые, перенёсшие стресс и так далее). К 2021 году в программе приняли участие 224 человека, половина из которых успешно трудоустроилась.